# Vårum (naturreservat)
Vårum är ett naturreservat i Västerviks kommun i Kalmar län.
Området är naturskyddat sedan 2002 och är 38 hektar stort. Reservatet består av betesmark och äldre barrskog. 